# Wilmon Henry Sheldon
Wilmon Henry Sheldon, né le 4 avril 1875 à Newton dans le Massachusetts - mort le 26 février 1980 à Rutland dans le Vermont est un philosophe américain du XXe siècle.
Étudiant de l'université Harvard, Sheldon enseigne à l'université Yale.

## Ouvrages principaux
- The identity of the theoretical and practical attitudes, Thesis (Ph. D.)--Harvard University, 1899
- Strife of systems and productive duality; an essay in philosophy, Harvard University Press, Cambridge, 1918
- America's progressive philosophy, in: Powell lectures on philosophy at Indiana University, Yale University Press, New Haven,  H. Milford, Oxford University Press, Londres, 1942
- Process and polarity, in : Woodbridge lectures, no. 1., Columbia University Press, New York, 1944
- Professor Maritain on philosophical co-operation, St. Louis University, St. Louis, Mo., 1945
- God and polarity: a synthesis of philosophies, Yale University Press, New Haven, 1954
- Rational religion: the philosophy of Christian love, Philosophical Library, New York, 1962
- Agapology; the rational love-philosophy guide of life, Christopher Pub. House, Boston, 1965
- Woman's mission to humanity, Christopher Pub. House, Boston, 1968
- The young offer a new step: the hidden meaning in today's youthful rebellion, Christopher Pub. House, North Quincy, Mass., 1970